# Nymphetamine
Nymphetamine – płyta black/gothic metalowego zespołu Cradle of Filth. Wydawnictwo ukazało się 27 września 2004 roku nakładem wytwórni muzycznej Roadrunner Records. Nazwa albumu to połączenie dwóch angielskich słów "nymphomaniac" (ang. hiperseksualista) oraz "amphetamine" (ang. amfetamina).
Nagrania dotarły do 89. miejsca zestawienia Billboard 200 w Stanach Zjednoczonych sprzedając się w nakładzie 14 tys. egzemplarzy w przeciągu tygodnia od dnia premiery. W Polsce płyta uplasowała się na 35. miejsca listy OLiS.

## Lista utworów
Opracowano na podstawie materiału źródłowego.
| Nr  | Tytuł utworu                                       | Słowa                | Muzyka          | Długość |
| --- | -------------------------------------------------- | -------------------- | --------------- | ------- |
| 1.  | „Satyriasis (Intro)”                               | Dani Filth           | Cradle of Filth | 01:41   |
| 2.  | „Gilded Cunt”                                      | Dani Filth           | Cradle of Filth | 04:07   |
| 3.  | „Nemesis”                                          | Dani Filth           | Cradle of Filth | 07:17   |
| 4.  | „Gabrielle”                                        | Dani Filth           | Cradle of Filth | 05:27   |
| 5.  | „Absinthe with Faust”                              | Dani Filth           | Cradle of Filth | 05:14   |
| 6.  | „Nymphetamine (Overdose) (featuring Liv Kristine)” | Dani Filth           | Cradle of Filth | 09:14   |
| 7.  | „Painting Flowers White Never Suited My Palette”   | utwór instrumentalny | Cradle of Filth | 01:57   |
| 8.  | „Medusa and Hemlock”                               | Dani Filth           | Cradle of Filth | 04:43   |
| 9.  | „Coffin Fodder”                                    | Dani Filth           | Cradle of Filth | 05:17   |
| 10. | „English Fire”                                     | Dani Filth           | Cradle of Filth | 04:45   |
| 11. | „Filthy Little Secret”                             | Dani Filth           | Cradle of Filth | 06:15   |
| 12. | „Swansong for a Raven (featuring Doug Bradley)”    | Dani Filth           | Cradle of Filth | 07:08   |
| 13. | „Mother of Abominations”                           | Dani Filth           | Cradle of Filth | 07:32   |
|     |                                                    |                      |                 | 1:10:37 |

| Utwór dodatkowy | Utwór dodatkowy                               | Utwór dodatkowy | Utwór dodatkowy | Utwór dodatkowy |
| Nr              | Tytuł utworu                                  | Słowa           | Muzyka          | Długość         |
| --------------- | --------------------------------------------- | --------------- | --------------- | --------------- |
| 1.              | „Nymphetamine (Fix) (featuring Liv Kristine)” | Dani Filth      | Cradle of Filth | 05:02           |

| Bonus CD 2 | Bonus CD 2                              | Bonus CD 2    | Bonus CD 2                                             | Bonus CD 2 |
| Nr         | Tytuł utworu                            | Słowa         | Muzyka                                                 | Długość    |
| ---------- | --------------------------------------- | ------------- | ------------------------------------------------------ | ---------- |
| 1.         | „Devil Woman (featuring King Diamond)”  | T. Britten    | T. Britten                                             | 3:38       |
| 2.         | „Soft White Throat”                     | Dani Filth    | Cradle of Filth                                        | 5:40       |
| 3.         | „Bestial Lust (Bitch)”                  | Quorthon      | Quorthon                                               | 2:54       |
| 4.         | „Prey”                                  | Dani Filth    | Cradle of Filth                                        | 4:57       |
| 5.         | „Nymphetamine (Jezebel Deva Fix)”       | Dani Filth    | Cradle of Filth                                        | 5:03       |
| 6.         | „Mr. Crowley”                           | Ozzy Osbourne | Bob Daisley, Lee Kerslake, Ozzy Osbourne, Randy Rhoads | 5:13       |
| 7.         | „Nymphetamine (featuring Liv Kristine)” | Dani Filth    | Cradle of Filth                                        | 5:06       |
|            |                                         |               |                                                        | 32:31      |

| Promo singel - Nymphetamine | Promo singel - Nymphetamine                        | Promo singel - Nymphetamine | Promo singel - Nymphetamine | Promo singel - Nymphetamine |
| Nr                          | Tytuł utworu                                       | Słowa                       | Muzyka                      | Długość                     |
| --------------------------- | -------------------------------------------------- | --------------------------- | --------------------------- | --------------------------- |
| 1.                          | „Nymphetamine (Overdose) (featuring Liv Kristine)” | Dani Filth                  | Cradle of Filth             | 3:45                        |

| Promo singel - Devil Woman | Promo singel - Devil Woman             | Promo singel - Devil Woman | Promo singel - Devil Woman | Promo singel - Devil Woman |
| Nr                         | Tytuł utworu                           | Słowa                      | Muzyka                     | Długość                    |
| -------------------------- | -------------------------------------- | -------------------------- | -------------------------- | -------------------------- |
| 1.                         | „Devil Woman (featuring King Diamond)” | T. Britten                 | T. Britten                 | 3:39                       |

| Album sampler - Songs From Nymphetamine | Album sampler - Songs From Nymphetamine         | Album sampler - Songs From Nymphetamine | Album sampler - Songs From Nymphetamine | Album sampler - Songs From Nymphetamine |
| Nr                                      | Tytuł utworu                                    | Słowa                                   | Muzyka                                  | Długość                                 |
| --------------------------------------- | ----------------------------------------------- | --------------------------------------- | --------------------------------------- | --------------------------------------- |
| 1.                                      | „Medusa and Hemlock”                            | Dani Filth                              | Cradle of Filth                         | 04:43                                   |
| 2.                                      | „Gilded Cunt”                                   | Dani Filth                              | Cradle of Filth                         | 04:07                                   |
| 3.                                      | „Gabrielle”                                     | Dani Filth                              | Cradle of Filth                         | 05:27                                   |
| 4.                                      | „Filthy Little Secret”                          | Dani Filth                              | Cradle of Filth                         | 06:15                                   |
| 5.                                      | „Swansong for a Raven (featuring Doug Bradley)” | Dani Filth                              | Cradle of Filth                         | 07:08                                   |
| 6.                                      | „English Fire”                                  | Dani Filth                              | Cradle of Filth                         | 04:45                                   |
|                                         |                                                 |                                         |                                         | 32:25                                   |

| Album sampler - 3 Song Sampler | Album sampler - 3 Song Sampler          | Album sampler - 3 Song Sampler | Album sampler - 3 Song Sampler | Album sampler - 3 Song Sampler |
| Nr                             | Tytuł utworu                            | Słowa                          | Muzyka                         | Długość                        |
| ------------------------------ | --------------------------------------- | ------------------------------ | ------------------------------ | ------------------------------ |
| 1.                             | „Gilded Cunt”                           | Dani Filth                     | Cradle of Filth                | 04:07                          |
| 2.                             | „Medusa and Hemlock”                    | Dani Filth                     | Cradle of Filth                | 04:43                          |
| 3.                             | „Nymphetamine (featuring Liv Kristine)” | Dani Filth                     | Cradle of Filth                | 5:06                           |
|                                |                                         |                                |                                | 13:56                          |

## Twórcy
Opracowano na podstawie materiału źródłowego.
| Zespół Cradle of Filth w składzie - Dani Filth - wokal prowadzący - Paul Allender - gitara rytmiczna, gitara prowadząca - James "Germs Warfare" McIlroy - gitara rytmiczna, gitara prowadząca - Martin "Martin Foul" Powell - instrumenty klawiszowe, gitara, aranżacje - Dave "Herr Pubis" Pybus - gitara basowa - Adrian Erlandsson - perkusja Dodatkowi muzycy - King Diamond, Liv Kristine, Sarah Jezebel Deva - wokal - Doug Bradley - narracja - Chór - Deborah Roberts, Gregory Skidmore, Kim Porter - Nicholas Todd, Tessa Bonner, Tim Sager - Bulgarian Philharmonic Orchestra | Produkcja - Dan Turner - produkcja, inżynieria dźwięku - Rob Caggiano - produkcja - Colin Richardson - miksowanie - Steve Carter, Will Bartle - inżynieria dźwięku, edycja - Daniel Presley - orkiestracje, miksowanie - U.E. Nastasi - mastering - Aimee Lombard - oprawa graficzna - Matt Lombard - ilustracje, zdjęcia, oprawa graficzna - Fay Woolven - management - Mike Gitter - A&R |